# Ядерна енергетика Німеччини

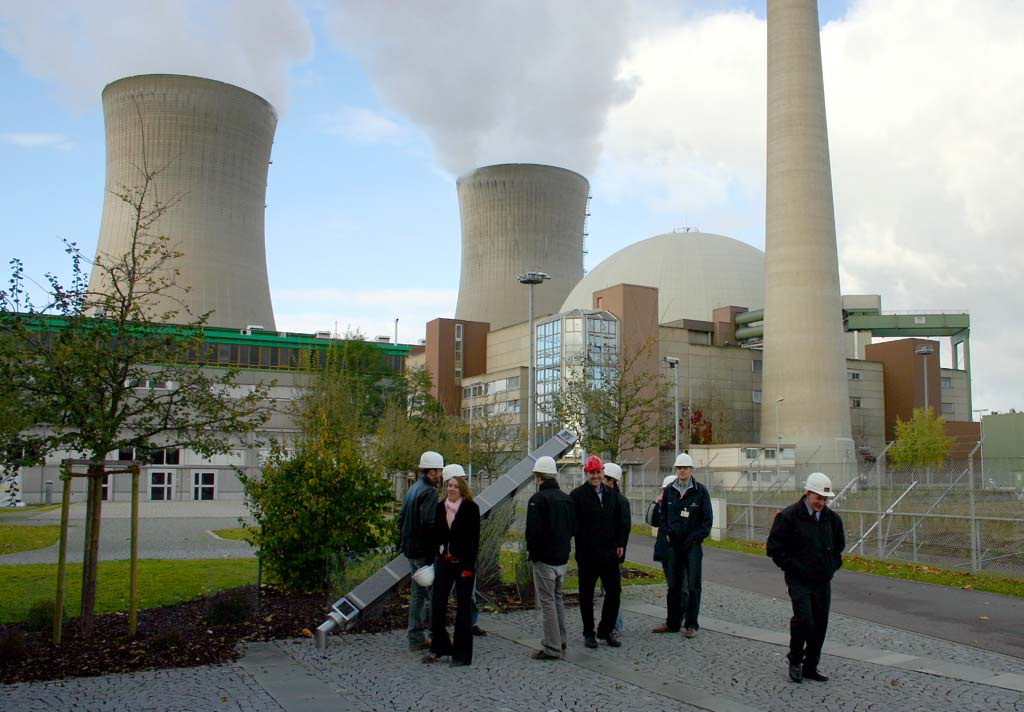
Графенрайнфельдська АЕС в Німеччині. Закрита в 2015 році.

Я́дерна енерге́тика Німе́ччини — колишня галузь Німеччини. Станом на 2021, шістьма станціями виробляла близько 13,3 % електроенергії в країні, три з яких були вимкнені наприкінці 2021 року, роботу інших трьох - планували припинити наприкінці 2022 року згідно з планом повної відмови від ядерної енергетики 2011 року. На початку 2022 року план повної відмови від ядерної енергетики був призупинений у світлі російського вторгнення в Україну 2022 року, яке поставило під загрозу постачання Німеччині природного газу і в зв'язку з цим роботу станцій продовжили на короткий час - до випрацювання ядерного палива. Остаточно генерація енергії з атомних станцій припинена 15 квітня 2023 року, а послідовна політика відмови від атомної енергетики пояснена як потреба у «гарантії високого рівня енергетичної безпеки» країни.
Німецька ядерна енергетика бере початок з дослідних реакторів 1950-х та 1960-х років. Перша комерційна станція була підключена до мережі в 1969 році. Останні десятиліття в Німеччині активно точаться дебати про строки згортання цієї технології виробництва електроенергії. Особливе загострення обговорень цієї теми відбулося на початку 2007 року внаслідок політичного впливу російсько-білоруських енергетичних конфліктів, а також в 2011 році після аварії на першій Фукусімській АЕС. 6 червня 2011 року Федеральний уряд Німеччини вирішив залишити 9 енергоблоків вісьмох атомних електростанцій та поступово до кінця 2029 року повністю відмовитися від виробництва ядерної енергії. Серед залишених енергоблоків — 5 використовують торієвий паливний цикл. 30 червня 2011 року відповідний закон було прийнято Бундестагом. У кінці червня 2015 року була закрита Графенрайнфельдська АЕС.

## Історія

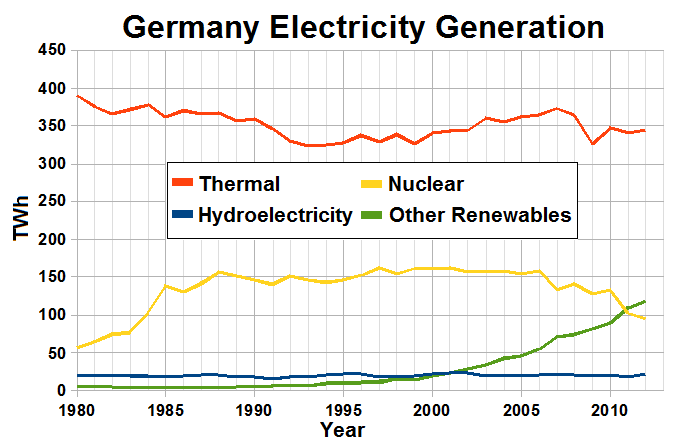
Німеччина, як і більшість країн світу, виробляє більшість електроенергії з традиційних викопних видів палива. Ядерна енергетика розроблялася як основне джерело електроенергії, допоки політичний тиск не зупинив її розвиток в середині 1980-х років. З тих пір не було споруджено жодної нової АЕС.

В період з 1957 по 2004 роки в Німеччині було запущено близько 110 ядерних установок. При цьому необхідно відрізняти ядерні реактори для отримання електроенергії та дослідницькі реактори. Першим ядерним реактором став Мюнхенський дослідницький реактор в 1957 році в Гархінгу біля Мюнхена. Першою атомною електростанцією стала Кальська АЕС, яка була підключена до електромережі в 1961 році. Останнім комерційним ядерним реактором уведеним в дію став блок № 5 Грайфсвальдської АЕС. Дрезденський навчальний ядерний реактор став на сьогодні останнім дослідницьким реактором; він отримав дозвіл на експлуатацію в 2004 році. До катастрофи в Японії, Німеччина виробляла близько чверті своєї електроенергії з ядерного палива, тобто приблизно таку ж частку як і США.

### Західна Німеччина

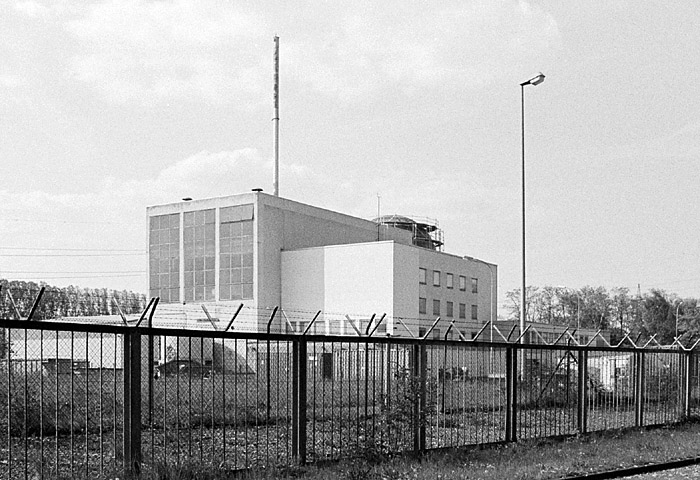
Кальська АЕС — найперша АЕС Німеччини

Як і в багатьох розвинених країнах, ядерна енергетика в Німеччині почалася розвиватися наприкінці 1950-х років. 1 січня 1960 року набрав чинності «Закон про мирне використання ядерної енергії та захист від її небезпек» (скорочено «Атомний закон»). Після цього закон багато разів змінювався та розширювався. Лише декілька експериментальних ядерних реакторів було запущено до 1960 року. Експериментальна атомна електростанція в Карлштайн-ам-Майні була запущена 13 листопада 1960 року, а підключена до електромережі в 17 червня 1961 року, тоді як регулярна комерційна експлуатація почалася з 1 лютого 1962 року. Всі німецькі АЕС, що були відкритті в період з 1960 по 1970 роки, мали потужність менше ніж 1 000 МВт і зараз всі вони закритті.
Був запланований закритий цикл ядерного палива, що мав розпочинатися в Саарланді та Шварцвальді; концентрація уранової руди, виробництво стержневих ТВЕЛів в Ханау; та переробка використаного палива на заводі з переробки відпрацьованого ядерного палива в Ваккерсдорфі. Радіоактивні відходи повинні були зберігатися в глибокому геологічному захороненні, як частина довготермінового проєкту по зберіганню ядерних відходів в Горлебені.

### Східна Німеччина

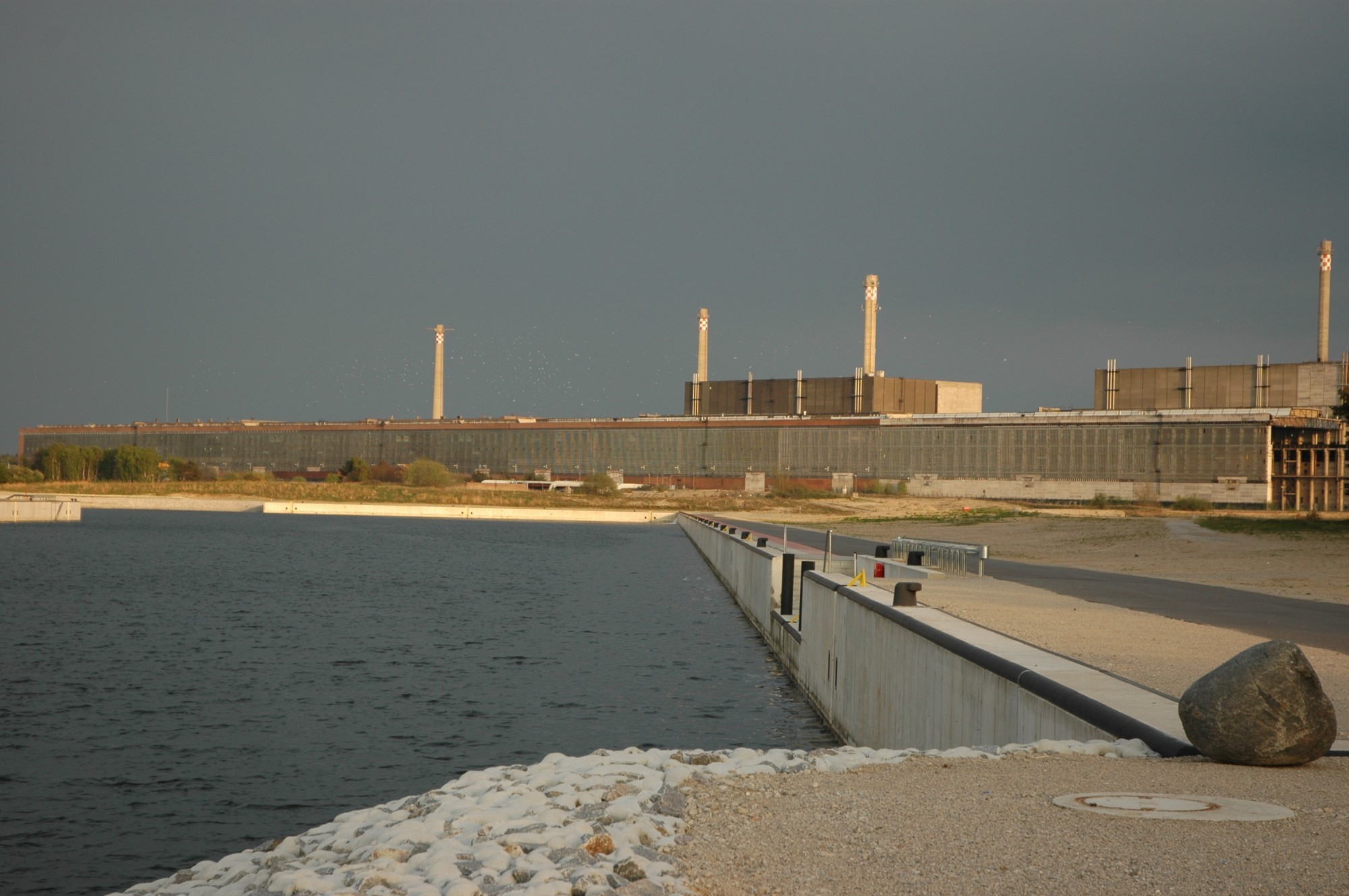
Грайфсвальдська АЕС — найбільша з двох АЕС Східної Німеччини

Райнсберзька АЕС була першою (практично експериментальною) АЕС в Східній Німеччині. Вона мала малу потужність та працювала з 1966 по 1990 роки. Другою допущенною до експлуатації АЕС, стала Грайфсвальдська АЕС, що спочатку мала складатися з восьми радянських реакторів ВВЕР-440. Перші чотири були підключені до електромережі між 1973 там 1979 роками. Один був запущений в 1989 році на пробний термін, інший був добудований, але ніколи не експлуатувався. Два останніх були недобудовані. Після об'єднання Німеччини всі АЕС Східної Німеччини були закритті через відмінності в стандартах безпеки. Штендальську АЕС, що будувалася на той момент, було вирішено не добудовувати.

### Німеччина після возз'єднання

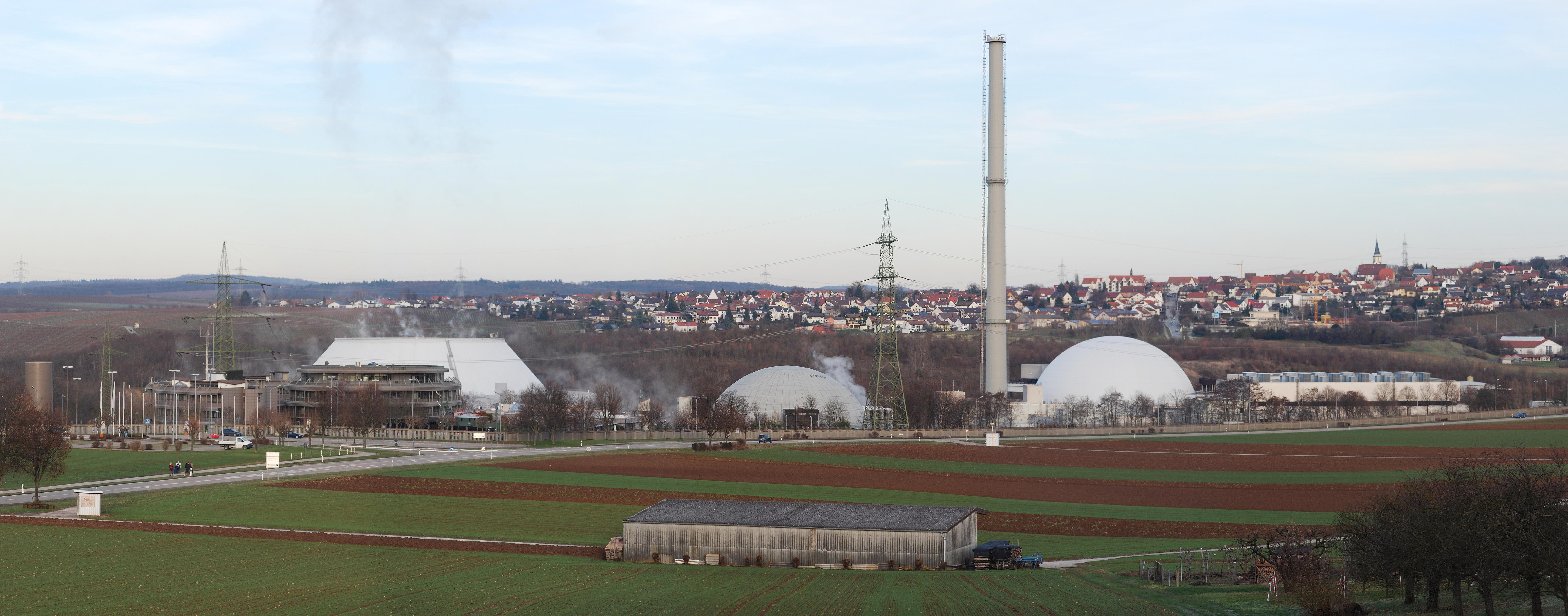
Некарвестгаймська АЕС — планується бути закритою останньою

Внаслідок домовленості 14 червня 2000 року між федеральним урядом та підприємствами енергопостачання (так званий «Атомний консенсус») було:
- обмежено в часі використання наявних атомних електростанцій;
- заборонено спорудження нових АЕС.

Атомний консенсус не торкнувся досліджень в галузі ядерної технології. Договір консенсусу по ядерній енергії чітко встановив кількість електроенергії, що ще було дозволено виробити кожній з АЕС. В принципі, ці так звані залишкові кількості електроенергії можуть бути передані зі старших на новіші АЕС, але навпаки лише у виняткових випадках. Як тільки певна АЕС виробить відведену їй кількість електроенергії, вона повинна бути закрита. Укладені домовленості були проведені через «Закон регульованого припинення використання ядерної енергії для промислового виробництва електроенергії» від 22 квітня 2002 року.
Прийнята внаслідок цього відмова від використання ядерної енергії передбачала, що 19 енергоблоків, які працювали на той час, мали бути до 2021 року закритті. До 2006 року дві електростанції (Штаде та Обріґгаймська) вже були закритті. Другий енергоблок Некарвестгаймської АЕС повинен бути закритим останнім. До березня 2011 року були в комерційній експлуатації 17 енергоблоків (12 АЕС), а також експлуатувалися 8 дослідницьких реакторів, з яких 5 — навчальні.
З 2009 року «чорно-жовтий» федеральний уряд планував подовжити час експлуатації АЕС, а 29 вересня 2010 року це було вирішено на вже «червоно-зеленим» урядом. Передбачалося, що використання АЕС мало продовжитися ще на 12 років. 8 грудня 2010 року відповідний закон був підписаний Федеральним президентом Крістіаном Вульффом. Деякі землі, що керувалися партією СДП, заявили про намір подати позов в конституційний суд проти цього закону. 28 лютого 2011 року відповідний позов був поданий в федеральний конституційний суд федеральними землями Берлін, Бранденбург, Бремен, Північна Рейн-Вестфалія та Рейнланд-Пфальц.
Після аварії на першій Фукусімській АЕС федеральний уряд 14 березня 2011 року було постановлено про тимчасову (на три місяці) відміну продовження дії атомних електростанцій та відключення сімох найстаріших німецьких АЕС під час цього мораторію. Крюммельська АЕС до цього вже не експлуатувалася через проведення там технічних робіт. 6 червня 2011 року було прийнято на урядовому рівні рішення про відмову від виробництва ядерної енергії. На момент прийняття рішення, залишилося працювати 9 енергоблоків атомних електростанцій, які мають бути до кінця 2022 року поступово закриті. 30 червня 2011 року це рішення було підтримано в Бундестазі.
У грудні 2021 року реактори Brokdorf, Grohnde та Gundremmingen були зупинені після більше ніж 30 років експлуатації. Три останні атомні електростанції — Ісар-2, Емсланд і Некарвестхайм II — будуть вимкнені до кінця 2022 року.

## Список атомних електростанцій

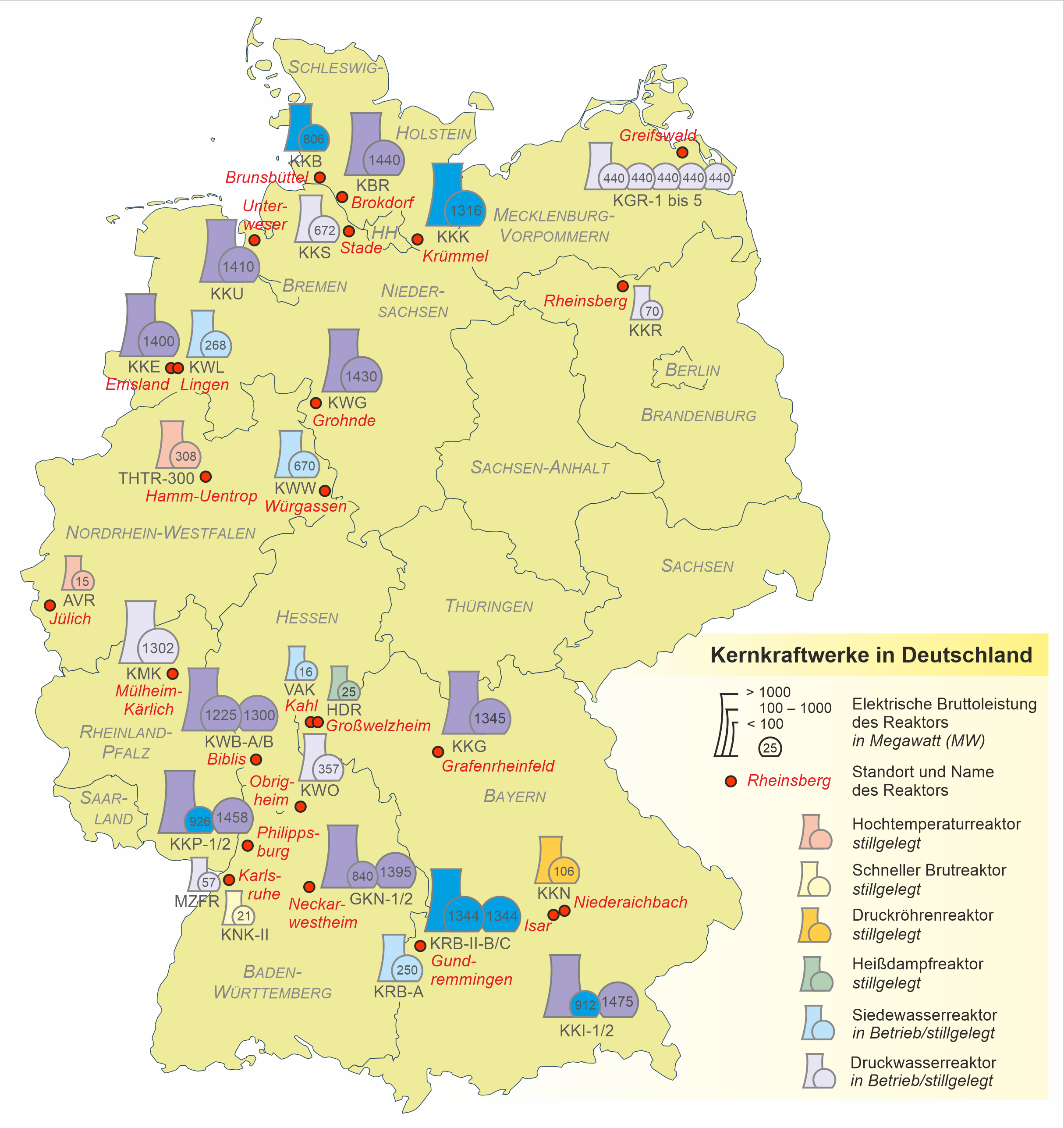
АЕС в Німеччині (станом на серпень 2015 року)

Нижче наведено список АЕС, що діють, та вже закритих, а також їх відповідних блоків. Енергоблоки, що ще діють, виділені окремим кольором.
| Назва АЕС             | Блок   | Тип  | Фірма            | Брутто- потуж- ність у МВт | Нетто- потуж- ність у МВт | Вироб- ництво енергії до 2010 р. в ТВт-год | Залишкова енергія з лютого 2011 р. в ТВт-год | Залишкова енергія з лютого 2011 р. в ТВт-год | Початок будівництва | Комерційна експлуатація | Закриття          | Закриття                 | Закриття                  | Середня доступ- ність протягом часу експл. |
| Назва АЕС             | Блок   | Тип  | Фірма            | Брутто- потуж- ність у МВт | Нетто- потуж- ність у МВт | Вироб- ництво енергії до 2010 р. в ТВт-год | Закон від 2002 р.                            | Прод. експл. від 2010 р.                     | Початок будівництва | Комерційна експлуатація | Закон від 2002 р. | Прод. експл. від 2010 р. | План консен- сусу 2011 р. | Середня доступ- ність протягом часу експл. |
| --------------------- | ------ | ---- | ---------------- | -------------------------- | ------------------------- | ------------------------------------------ | -------------------------------------------- | -------------------------------------------- | ------------------- | ----------------------- | ----------------- | ------------------------ | ------------------------- | ------------------------------------------ |
| Ізарська              | KKI 1* | BWR  | E.ON             | 912                        | 878                       | 196,7                                      | 2,932                                        | 57,916                                       | 1 травня 1972       | 21 березня 1979         | 2012              | 2019                     | 2011                      | 83,2 %                                     |
| Ізарська              | KKI 2  | PWR  | E.ON, SWM        | 1485                       | 1410                      | 244,9                                      | 103,773                                      | 240,477                                      | 15 вересня 1982     | 9 квітня 1988           | 2021              | 2034                     | 2022                      | 91,9 %                                     |
| Брокдорфська          | KBR    | PWR  | E.ON, Vattenfall | 1480                       | 1410                      | 254,3                                      | 93,048                                       | 239,395                                      | 1 січня 1976        | 22 грудня 1986          | 2022              | 2033                     | 2021                      | 87,3 %                                     |
| Філіппсбурзька        | KKP 1* | BWR  | EnBW             | 926                        | 890                       | 186,1                                      | 9,227                                        | 65,053                                       | 1 жовтня 1970       | 26 березня 1980         | 2013              | 2020                     | 2011                      | 79,7 %                                     |
| Філіппсбурзька        | KKP 2  | PWR  | EnBW             | 1468                       | 1402                      | 269,8                                      | 79,474                                       | 226,430                                      | 7 липня 1977        | 18 квітня 1985          | 2019              | 2032                     | 2019                      | 86,8 %                                     |
| Гронде                | KWG    | PWR  | E.ON, SWB        | 1430                       | 1360                      | 278,7                                      | 80,647                                       | 231,089                                      | 1 червня 1976       | 1 лютого 1985           | 2019              | 2032                     | 2021                      | 90,4 %                                     |
| Унтервезерська        | KKU*   | PWR  | E.ON             | 1410                       | 1345                      | 287,4                                      | 12,607                                       | 91,711                                       | 1 липня 1972        | 6 вересня 1979          | 2013              | 2020                     | 2011                      | 82,4 %                                     |
| Крюммельська          | KKK*   | BWR  | Vattenfall, E.ON | 1402                       | 1346                      | 201,7                                      | 88,245                                       | 212,406                                      | 5 квітня 1974       | 28 березня 1984         | 2021              | 2033                     | 2011                      | 69,1 %                                     |
| Емсландська           | KKE    | PWR  | RWE, E.ON        | 1400                       | 1329                      | 242,5                                      | 108,120                                      | 250,448                                      | 10 серпня 1982      | 20 червня 1988          | 2022              | 2034                     | 2022                      | 91,7 %                                     |
| Некарвестгаймська     | GKN 1* | PWR  | EnBW             | 840                        | 785                       | 185,4                                      | 0,000                                        | 50,613                                       | 1 лютого 1972       | 1 грудня 1976           | 2011              | 2019                     | 2011                      | 84,2 %                                     |
| Некарвестгаймська     | GKN 2  | PWR  | EnBW             | 1400                       | 1310                      | 226,2                                      | 119,580                                      | 259,373                                      | 9 листопада 1982    | 15 квітня 1989          | 2023              | 2036                     | 2022                      | 93,6 %                                     |
| Графенрайн- фельдська | KKG    | PWR  | E.ON             | 1345                       | 1275                      | 273,4                                      | 40,933                                       | 176,550                                      | 1 січня 1975        | 17 червня 1982          | 2015              | 2028                     | 2015                      | 88,4 %                                     |
| Гундреммінгенська     | KGG A  | BWR  |                  | 250                        | 237                       | 13,8                                       |                                              |                                              | 12 грудня 1962      | 12 квітня 1967          | 1963              | 1963                     | 1963                      | 54,5 %                                     |
| Гундреммінгенська     | KGG B  | BWR  | RWE              | 1344                       | 1284                      | 246,1                                      | 49,264                                       | 175,023                                      | 20 липня 1976       | 19 липня 1984           | 2017              | 2030                     | 2017                      | 89,7 %                                     |
| Гундреммінгенська     | KGG C  | BWR  | RWE              | 1344                       | 1288                      | 237,5                                      | 57,558                                       | 184,496                                      | 20 липня 1976       | 18 січня 1985           | 2018              | 2030                     | 2021                      | 86,4 %                                     |
| Мюльгайм- Керліхська  | KMK    | PWR  | RWE              | 1302                       | 1219                      | 10,3                                       | 99,150                                       | 99,150                                       | 15 січня 1975       | 1 жовтня 1987           | 1970              | 1970                     | 1970                      | 31,6 %                                     |
| Бібліська             | KWB A* | PWR  | RWE              | 1225                       | 1167                      | 230,7                                      | 3,468                                        | 72,085                                       | 1 січня 1970        | 26 лютого 1975          | 2011              | 2020                     | 2011                      | 68,0 %                                     |
| Бібліська             | KWB B* | PWR  | RWE              | 1300                       | 1240                      | 245,7                                      | 8,551                                        | 79,214                                       | 1 лютого 1972       | 31 січня 1977           | 2011              | 2019                     | 2011                      | 73,5 %                                     |
| Брунсбюттельська      | KKB*   | BWR  | Vattenfall E.ON  | 806                        | 771                       | 120,4                                      | 11,000                                       | 52,038                                       | 15 квітня 1970      | 9 лютого 1977           | 2013              | 2020                     | 2011                      | 58,0 %                                     |
| Штаде                 | KKS    | PWR  | E.ON             | 672                        | 640                       | 145,9                                      |                                              |                                              | 1 грудня 1967       | 19 травня 1972          | 14 листопада 2003 | 14 листопада 2003        | 14 листопада 2003         | 85,1 %                                     |
| Вюргассенська         | KWW    | BWR  | E.ON             | 670                        | 640                       | 69,7                                       |                                              |                                              | 26 січня 1968       | 11 листопада 1975       | 26 серпня 1994    | 26 серпня 1994           | 26 серпня 1994            | 58,7 %                                     |
| Грайфсвальдська       | KGR 1  | ВВЕР |                  | 440                        | 408                       | 35,5                                       |                                              |                                              | 1 березня 1970      | 12 липня 1974           | 18 грудня 1990    | 18 грудня 1990           | 18 грудня 1990            |                                            |
| Грайфсвальдська       | KGR 2  | ВВЕР |                  | 440                        | 408                       | 36,6                                       |                                              |                                              | 1 березня 1970      | 16 квітня 1975          | 14 лютого 1990    | 14 лютого 1990           | 14 лютого 1990            |                                            |
| Грайфсвальдська       | KGR 3  | ВВЕР |                  | 440                        | 408                       | 33,3                                       |                                              |                                              | 1 квітня 1972       | 1 травня 1978           | 28 лютого 1990    | 28 лютого 1990           | 28 лютого 1990            |                                            |
| Грайфсвальдська       | KGR 4  | ВВЕР |                  | 440                        | 408                       | 28,9                                       |                                              |                                              | 1 квітня 1972       | 1 листопада 1979        | 2 червня 1990     | 2 червня 1990            | 2 червня 1990             |                                            |
| Грайфсвальдська       | KGR 5  | ВВЕР |                  | 440                        | 408                       | 0,0                                        |                                              |                                              | 1 грудня 1976       | 1 листопада 1989        | 24 листопада 1989 | 24 листопада 1989        | 24 листопада 1989         |                                            |
| Обріґгаймська         | KWO    | PWR  | EnBW             | 357                        | 340                       | 86,8                                       |                                              |                                              | 15 березня 1965     | 1 квітня 1969           | 11 травня 2005    | 11 травня 2005           | 11 травня 2005            | 83,6 %                                     |
| Гамм-Юнтропська       | THTR   | HTR  |                  | 308                        | 296                       | 2,8                                        |                                              |                                              | 1 травня 1971       | 1 червня 1987           | 29 квітня 1988    | 29 квітня 1988           | 29 квітня 1988            | 22,0 %                                     |
| Лінгенська            | KWL    | BWR  | VEW, RWE         | 268                        | 183                       | 9,1                                        |                                              |                                              | 1 жовтня 1964       | 1 жовтня 1968           | 5 січня 1977      | 5 січня 1977             | 5 січня 1977              | 37,5 %                                     |
| Нідерайхбахська       | KKN    | HWCR |                  | 106                        | 100                       | 0,0                                        |                                              |                                              | 1 червня 1966       | 1 січня 1973            | 31 липня 1974     | 31 липня 1974            | 31 липня 1974             |                                            |
| Райнсберзька          | KKR    | ВВЕР |                  | 70                         | 62                        | 9,0                                        |                                              |                                              | 1 січня 1960        | 11 жовтня 1966          | 1 червня 1990     | 1 червня 1990            | 1 червня 1990             |                                            |
| БДР Карлсруе          | MZFR   | PWR  |                  | 57                         | 52                        | 5,7                                        |                                              |                                              | 1 грудня 1961       | 19 грудня 1966          | 3 травня 1984     | 3 травня 1984            | 3 травня 1984             |                                            |
| Гросвельцгаймська     | HDR    | HDR  |                  | 25                         | 25                        | 0,0                                        |                                              |                                              | 1 січня 1965        | 2 серпня 1970           | 20 квітня 1971    | 20 квітня 1971           | 20 квітня 1971            |                                            |
| КЯУОН Карлсруе        | KNK I  | SNB  |                  | 21                         | 17                        | 0,5                                        |                                              |                                              | 1 травня 1966       | 21 лютого 1974          | 1 вересня 1974    | 1 вересня 1974           | 1 вересня 1974            |                                            |
| КЯУОН Карлсруе        | KNK II | SBR  |                  | 21                         | 17                        | 0,5                                        |                                              |                                              | 1 вересня 1974      | 3 березня 1979          | 23 серпня 1991    | 23 серпня 1991           | 23 серпня 1991            |                                            |
| Кальська              | VAK    | BWR  |                  | 16                         | 15                        | 2,2                                        |                                              |                                              | 1 липня 1958        | 1 лютого 1962           | 25 листопада 1985 | 25 листопада 1985        | 25 листопада 1985         |                                            |
| Юліхська ЕАЕС         | AVR    | HTR  |                  | 15                         | 13                        | 1,7                                        |                                              |                                              | 1 серпня 1961       | 19 травня 1969          | 31 грудня 1988    | 31 грудня 1988           | 31 грудня 1988            |                                            |

* Енергоблоки Унтервезерської та Брунсбютельської АЕС, обидва енергоблоки Бібліської АЕС (Biblis A та B), а також перші енергоблоки Філіппсбурзької, Ізарської та Некарвестгаймської були закриті федеральним урядом через призупинення (накладення мораторію) дії закону про продовження терміну експлуатації АЕС. Крюммельська АЕС до цього вже не експлуатувалася через проведення там технічних робіт. 30 травня 2011 року Федеральний уряд вирішив негайно назавжди закрити сім енергоблоків, що й так були відключені від мережі через мораторій, а також Крюммельську АЕС. Таким чином, ці 8 енергоблоків ймовірно вже ніколи не будуть запущені в експлуатацію. 6 червня 2011 року це рішення було прийняте законопроєктом Федерального уряду Німеччини.

## Компанії-виробники
Нижче наведені компанії-власники АЕС, відповідальні за експлуатацію енергоблоків (якщо в дужках не зазначено інше, цим компаніям належить 100 % АЕС):
- EnBW:[37] Некарвестгаймська, Філіппсбурзька;
- E.ON:[38] Брокдорфська (80 %), Брунсбюттельська (33 %), Емсландська (12,5 %), Графенрайнфельдська, Гронде (83,3 %), Ізарська (перший блок та 75 % другого енергоблоку), Крюммельська (50 %), Унтервезерська;
- RWE:[39] Бібліська, Емсландська (87,5 %);
- Vattenfall:[40] Брокдорфська (20 %), Брунсбюттельська (66 %), Крюммельська (50 %);
- Stadtwerke München[en]: 25 % другого енергоблоку Ізарської АЕС.[41]
- Stadtwerke Bielefeld[de]: 16,7 % АЕС Гронде.[7]

## Неексплуатовані АЕС
Цей список включає заплановані АЕС та енергоблоки, заявка на будівництво яких була подана, але відхилена, а також АЕС, які були частково побудовані або закінченні, але ніколи не були введені в експлуатацію. Сріблястим виділенні АЕС, будівництво яких було розпочато.
| Назва                 | Земля | Плану- вання | Початок будівництва | Кінець проєкту | Коментарі | Брутто (МВт) | Нетто (МВт) | Тип | Поси- лання   |
| --------------------- | ----- | ------------ | ------------------- | -------------- | --- | ------------ | ----------- | --- | ------------- |
| Бад-Брайзігська       | RP    | 1971         | -                   | ?              | Планування було через короткий час зупинено, як заміна була споруджена декілька кілометрів вище за течією річки Мюльгайм-Керліхська АЕС                                               | 1 300        | ?           | PWR | [ 42 ]        |
| BASF (1)              | RP    | 1973         | -                   | 01.12.1976     | Паротурбінна електростанція, була замінена вугільною електростанцією (прийнятою в експлуатацію в 2005 році)                                                                           | 425          | 385         | PWR | [ 43 ]        |
| Бібліс (С)            | HE    | 1975         | -                   | 1995           | Виготовленні компоненти були викоритсанні для бразильської АЕС імені адмірала Алваро Алберті                                                                                          | 1 315        | 1 238       | PWR | [ 44 ]        |
| Бібліс (D)            | HE    | 1973         | -                   | 01.01.1979     | | ?            | 1 300       | PWR | [ 45 ]        |
| Боркенська            | HE    | 1974         | -                   | 1995           | | 1 300        | 1 200       | PWR | [ 46 ]        |
| Даленська (1)         | SN    | 1980         | -                   | Весна 1990     | | 1 000        | 950         | PWR | [ 47 ]        |
| Даленська (2)         | SN    | 1980         | -                   | Весна 1990     | | 1 000        | 950         | PWR | [ 47 ]        |
| Даленська (3)         | SN    | 1980         | -                   | Весна 1990     | | 1 000        | 950         | PWR | [ 47 ]        |
| Даленська (4)         | SN    | 1980         | -                   | Весна 1990     | | 1.000        | 950         | PWR | [ 47 ]        |
| Емденська             | NI    | 1975         | -                   | ?              | Заплановане місце будівництва знаходилося на Різумському піску | 1 300        | ?           | PWR | [ 48 ]        |
| Грайфсвальдська (6)   | MV    | ?            | 01.12.1976          | 01.01.1990     | Спорудження було завершено, але АЕС не була введена в експлуатацію | 440          | 408         | PWR | [ 49 ]        |
| Грайфсвальдська (7)   | MV    | ?            | 01.12.1978          | 01.10.1990     | Спорудження було припинено | 440          | 408         | PWR | [ 50 ]        |
| Грайфсвальдська (8)   | MV    | ?            | 01.12.1978          | 01.10.1990     | Спорудження було припинено | 440          | 408         | PWR | [ 51 ]        |
| Гаммська              | NW    | 1975         | -                   | 1995           | Як заміна була побудована Емсландська АЕС | 1 301        | 1 231       | PWR | [ 52 ]        |
| Калькарська (SNR-300) | NW    | 1969         | 23.04.1973          | 20.03.1991     | Спорудження було завершено в 1985 році, але АЕС не була введена в експлуатацію | 327          | 295         | SNR | [ 53 ]        |
| Калькарська (SNR-2)   | NW    | 1975         | -                   | 1982           | Місце будівництва Калькар не було остаточно затвердженим | 1.500        | 1.380       | SNR | [ 54 ]        |
| Нойпотцька (A)        | RP    | 1977         | -                   | 1987           | | 1 368        | 1 289       | PWR | [ 55 ]        |
| Нойпотцька (В)        | РП    | 1977         | -                   | 1987           | | 1 368        | 1 289       | PWR | [ 56 ]        |
| Пфаффенгофська (A)    | BY    | 1976         | -                   | 1999           | | 1 315        | 1 238       | PWR | [ 57 ]        |
| Штендальська (1)      | ST    | 1980         | 01.12.1982          | 01.03.1991     | Спорудження було завершено на 85 % | 970          | 900         | PWR | [ 58 ]        |
| Штендальська (2)      | ST    | 1980         | 01.12.1984          | 01.03.1991     | Спорудження було завершено на 15 % | 970          | 900         | PWR | [ 59 ]        |
| Фанумська (A)         | NW    | 1975         | -                   | ?              | | 1 300        | ?           | PWR | [ 60 ]        |
| Фанумська (В)         | NW    | 1975         | -                   | ?              | | ?            | ?           | PWR | [ 61 ]        |
| Вільська (1)          | BW    | 1973         | -                   | ?              | Початково передбачене місце будівництва був Брайзах-на-Рейні. Планування було припинено в 1977 році, а компоненти були використанні для будівництва другого блоку Філіппсбурзької АЕС | 1 375        | 1 300       | PWR | [ 62 ] [ 63 ] |

## Дослідницькі реактори
«Дослідницькими реакторами» називаються ядерні реактори, які слугують не для виробництва електроенергії, а переважно для цілей досліджень (ядерні та технічно-матеріальні дослідження, виробництво ізотопів для медицини та техніки). Наведений нижче список відсортовано за датою введення в експлуатацію. Окремим кольором виділенні реактори, які ще експлуатуються. Дані наведені станом на серпень 2010 року.
| Назва                                              | Позна- чення | Експлуататор                                   | Земля | Початок експл. | Кінець експл. | Потужність | Тип                              |
| -------------------------------------------------- | ------------ | ---------------------------------------------- | ----- | -------------- | ------------- | ---------- | -------------------------------- |
| Мюнхенський дослідницький реактор                  | FRM          | Мюнхенський технічний університет              | BY    | 31.10.1957     | 28.07.2000    | 4 МВт      | басейновий/ЯРТМ                  |
| Росендорфський дослідницький реактор               | RFR          | Росендорфський дослідницький центр             | SN    | 16.12.1957     | 27.06.1991    | 10 МВт     | LWR                              |
| Перший франкфуртський дослідницький реактор        | FRF-1        | Франкфуртський університет                     | HE    | 10.01.1958     | 19.03.1968    | 50 кВт     | гомогенний (L)/L-54 (L)          |
| Берлінський експериментальний реактор I            | BER I        | Берлінський центр Гельмгольца                  | BE    | 24.07.1958     | 1972          | 50 кВт     | гомогенний (L)/L-54 (L)          |
| Перший геестахтський дослідницький реактор         | FRG-1        | Геестахтський центр Гельмгольца                | SH    | 23.10.1958     | 28.06.2010    | 5 МВт      | басейновий/ЯРТМ                  |
| Сіменський реактор Аргонавт                        | SAR          | Мюнхенський технічний університет              | BY    | 23.06.1959     | 31.10.1968    | 1 кВт      | Аргонавт                         |
| Дослідницький реактор AEG                          | PR-10        | Kraftwerk Union                                | BY    | 27.01.1961     | 1976          | 180 Вт     | Аргонавт                         |
| Другий дослідницький реактор                       | FR-2         | Університет Карлсруе                           | BW    | 07.03.1961     | 21.12.1981    | 44 МВт     | HWR                              |
| Перший юліхський дослідний реактор (MERLIN)        | FRJ-1        | Юліхський дослідницький центр                  | NW    | 23.02.1962     | 22.03.1985    | 10 МВт     | басейновий/ЯРТМ                  |
| Мюнхенський сіменський навчальний реактор          | SUR-M        | Мюнхенський технічний університет              | BY    | 28.02.1962     | 10.08.1981    | 0,1 Вт     | гомогенний (S)/SUR-100           |
| Другий юліхський дослідницький реактор (DIDO)      | FRJ-2        | Юліхський дослідницький центр                  | NW    | 14.11.1962     | 02.05.2006    | 23 МВт     | резервуарний/HWR                 |
| Росендорфський поршневий реактор                   | RRR          | Росендорфський дослідницький центр             | SN    | 16.12.1962     | 25.09.1991    | 1 кВт      | Аргонавт                         |
| Швидкий тепловий Аргонавт-реактор                  | STARK        | Університет Карлсруе                           | BW    | 11.01.1963     | 03.1976       | 10 Вт      | Аргонавт                         |
| Другий геестахтський дослідницький реактор         | FRG-2        | Геестахтський центр Гельмгольца                | SH    | 16.03.1963     | 28.01.1993    | 15 МВт     | басейновий/ЯРТМ                  |
| Берлінський сіменський навчальний реактор          | SUR-B        | Берлінський технічний університет              | BE    | 26.07.1963     | 15.10.2007    | 0,1 Вт     | гомогенний (S)/SUR-100           |
| Дармштадський сіменський навчальний реактор        | SUR-DA       | Дармштадтський технічний університет           | HE    | 23.09.1963     | 22.02.1985    | 0,1 Вт     | гомогенний (S)/SUR-100           |
| Установка дослідження нульової потужності          | ANEX         | Геестахтський центр Гельмгольца                | SH    | 05.1964        | 05.02.1975    | 100 Вт     | нульової потужності              |
| Штутгартський сіменський навчальний реактор        | SUR-S        | Штутгартський університет                      | BW    | 24.08.1964     |               | 0,1 Вт     | гомогенний (S)/SUR-100           |
| Гамбурзький сіменський навчальний реактор          | SUR-HH       | Гамбурзька вища школа                          | HH    | 15.01.1965     | 08.1992       | 0,1 Вт     | гомогенний (S)/SUR-100           |
| Дослідницький реактор Майнца                       | FRMZ         | Університет Майнца                             | RP    | 03.08.1965     |               | 100 кВт    | басейновий/TRIGA-II              |
| Ахенський сіменський навчальний реактор            | SUR-AA       | Технічний університет Ахена                    | NW    | 22.09.1965     | 2008          | 0,1 Вт     | гомогенний (S)/SUR-100           |
| Ульмський сіменський навчальний реактор            | SUR-U        | Ульмська вища школа                            | BW    | 01.12.1965     |               | 0,1 Вт     | гомогенний (S)/SUR-100           |
| Кільський сіменський навчальний реактор            | SUR-KI       | Кільське училище                               | SH    | 29.03.1966     | 11.12.1997    | 0,1 Вт     | гомогенний (S)/SUR-100           |
| Сіменський навчальний реактор Карлсруе             | SUR-KA       | Університет Карлсруе                           | BW    | 07.03.1966     | 09.1996       | 0,1 Вт     | гомогенний (S)/SUR-100           |
| Гейдельберзький дослідницький реактор TRIGA I      | TRIGA HD I   | Німецький центр досліджень ракових захворювань | BW    | 26.08.1966     | 31.03.1977    | 250 кВт    | басейновий/TRIGA-I               |
| Швидка установка нульової потужності               | SNEAK        | Університет Карлсруе                           | BW    | 15.12.1966     | 11.1985       | 1 кВт      | гомогенний                       |
| Вимірювання вигорання                              | ADIBKA       | Юліхський дослідницький центр                  | NW    | 18.03.1967     | 30.10.1972    | 100 Вт     | гомогенний/L77 A                 |
| Реактор нульової потужності AEG                    | TKA          | Kraftwerk Union                                | BY    | 23.06.1967     | 1973          | 100 Вт     | резервуарний/нульової потужності |
| Дослідницький та вимірювальний реактор Брауншвейга | FMRB         | Фізично-технічне федеральне відомство          | NI    | 03.10.1967     | 19.12.1995    | 1 МВт      | басейновий/ЯРТМ                  |
| Бременський сіменський навчальний реактор          | SUR-HB       | Бременська вища школа                          | HB    | 10.10.1967     | 17.06.1993    | 0,1 Вт     | гомогенний (S)/SUR-100           |
| Атомохід «Отто Ган»                                | OH           | Геестахтський центр Гельмгольца                | SH    | 26.08.1968     | 22.03.1979    | 38 МВт     | PWR/Судновий реактор             |
| Росендорфська установка критичних експериментів    | RAKE         | Росендорфський дослідницький центр             | SN    | 03.10.1969     | 26.11.1991    | 10 Вт      | резервуарний/нульової потужності |
| Критичний експеримент                              | KEITER       | Юліхський дослідницький центр                  | NW    | 15.06.1971     | 1982          | 1 Вт       | нульової потужності              |
| Ганноверський сіменський навчальний реактор        | SUR-H        | Ганноверський університет                      | NI    | 09.12.1971     |               | 0,1 Вт     | гомогенний (S)/SUR-100           |
| Нойхерберзький дослідницький реактор               | FRN          | Мюнхенський центр імені Гельмгольца            | BY    | 23.08.1972     | 16.12.1982    | 1 МВт      | басейновий/TRIGA-III             |
| Ганноверський дослідницький реактор                | FRH          | Ганноверська медична вища школа                | NI    | 31.01.1973     | 18.12.1996    | 250 кВт    | басейновий/TRIGA-I               |
| Фуртвангенський сіменський навчальний реактор      | SUR-FW       | Фуртвангенська вища школа                      | BW    | 28.06.1973     |               | 0,1 Вт     | гомогенний (S)/SUR-100           |
| Критична установка                                 | KAHTER       | Юліхський дослідницький центр                  | NW    | 02.07.1973     | 03.02.1984    | 100 Вт     | нульової потужності              |
| Берлінський експериментальний реактор II           | BER II       | Барлінський центр Гельмгольца                  | BE    | 09.12.1973     |               | 10 МВт     | басейновий/ЯРТМ                  |
| Гейдельберзький дослідницький реактор TRIGA II     | TRIGA HD II  | Німецький центр досліджень ракових захворювань | BW    | 28.02.1978     | 30.11.1999    | 250 кВт    | басейновий/TRIGA-I               |
| Перший дрезденський навчальний ядерний реактор     | AKR-1        | Дрезденський технічний університет             | SN    | 28.07.1978     | 03.2004       | 2 Вт       | гомогенний/SUR                   |
| Циттауерський навчальний та дослідницький реактор  | ZLFR         | Вища школа Циттау-Гьорлітца                    | SN    | 25.05.1979     | 24.03.2005    | 10 Вт      | HWR                              |
| Мюнхенський дослідницький реактор II               | FRM II       | Мюнхенський технічний університет              | BY    | 02.03.2004     |               | 20 МВт     | басейновий/HWR                   |
| Другий дрезденський навчальний ядерний реактор     | AKR-2        | Дрезденський технічний університет             | SN    | 22.03.2005     |               | 2 Вт       | гомогенний/SUR                   |
| Другий франкфуртський дослідницький реактор        | FRF-2        | Франкфуртський університет                     | HE    | не експл.      | -             | 1 МВт      | басейновий/TRIGA                 |

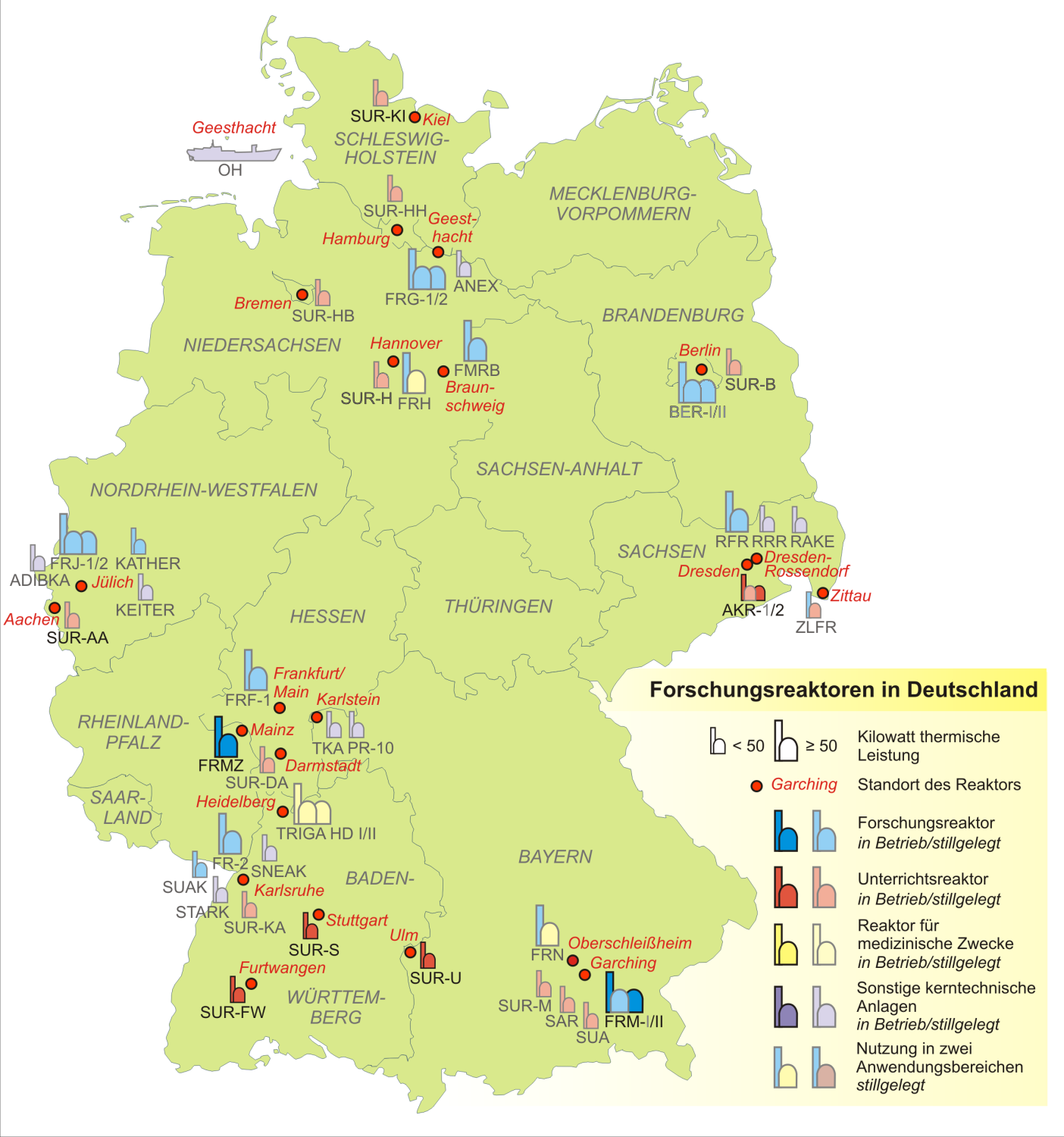
Дослідні реактори в Німеччині (станом на 2011 рік)

Поряд з цими реакторами, було також сконструйована ціла низка експериментальних реакторів під час Другої світової війни в рамках німецької ядерної програми, жодний з яких, однак, так і не досяг миттєвої критичності. Останньою з цих спроб став Гайгерлохський дослідницький реактор, важководний реактор, який був побудований Інститутом фізики імені кайзера Вільгельма в березні-квітні 1945 року в підвалі, вирубаному в скелі в Гайгерлосі.

## Аварії
Нижче наведені аварії, що мали місце на німецьких АЕС. В усіх випадках не було людських жертв чи травмованих.
| Дата              | АЕС                                | Опис | Економічні втрати (в $ США 2006 р.) |
| ----------------- | ---------------------------------- | --- | ----------------------------------- |
| 4 травня 1986 р.  | Гамм-Юнтропська, Західна Німеччина | Дія оператора по переміщенню пошкодженого ТВЕЛа експериментального високотемпературного газового реактору призвела до витоку радіації на 4 км² навколо енергоблоку     | 267 000                             |
| 17 грудня 1987 р. | Бібліська АЕС, Західна Німеччина   | Неспрацювання запірного клапану призвело до забруднення місцевості | 13 000                              |
| 7 грудня 1975 р.  | Грайфсвальдська, Східна Німеччина  | Електрична помилка викликала пожежу в головному жолобі, що зруйнувала лінії керування, п'ять головних охолоджувальних насосів та майже викликала розплавлення реактору | 443 000                             |

## Відмова від ядерної енергетики
Внаслідок дискусій після аварії на першій Фукусімській АЕС федеральний уряд постановив 14 березня 2011 року тимчасову (на три місяці) відміну продовження дії атомних електростанцій та відключення сімох найстаріших німецьких енергоблоків під час цього мораторію. Під дію цього мораторію підпали реактори енергетичних підприємств EnBW, E.ON та RWE. Останній концерн подав 1 квітня 2011 року позов проти відключення енергоблоку Biblis-A (KWB A) Бібліської АЕС у відповідний Вищий адміністративний суд Гессена, посилаючись на відсутні правові основи для мораторію.
30 травня 2011 року, Німеччина формально оголосила про свої плани повністю відмовитися від ядерної енергетики протягом наступних 11 років. План включає негайне закриття 7 атомних енергоблоків, які були тимчасово зупинені для тестувань в березні 2011 року, та восьмої АЕС, що була вимкнута з мережі через технічні проблеми. Дев'ять станцій, що залишилися, мають бути вимкнуті до 2022 року, як було заявлено Норбертом Рьоттгеном, головою Федерального міністерства довкілля, захисту природи та ядерної безпеки, після переговорів, що тривали до пізньої ночі.
Канцлер Анґела Меркель заявила, що відмова від ядерної енергетики, що перед цим була запланована до 2036 року, надасть перевагу Німеччині в конкурентоздатності в ері відновлюваної енергетики. Канцлер заявила: «Ми можемо стати першою великою індустріальною нацією, яка може досягнути такого переходу в напрямку ефективної та відновлюваної енергії, зі всіма можливостями, що з'являться для експорту, розробки нових технологій та появи нових робочих місць». Меркель також вказала на «безпомічність» Японії перед обличчям ядерної катастрофи, незважаючи на свій промисловий та технологічний розвиток Деякі німецькі виробники та енергетичні компанії виступили з критикою цих планів, застерігаючи, що Німеччину може очікувати аварія всієї електромережі.
На законодавчому рівні рішення про відмову від виробництва ядерної енергії було прийнято 6 червня 2011 року. 8 енергоблоків атомних електростанцій, що були вимкнуті в березні цього ж року, повинні вже ніколи не експлуатуватися, а ті 9 енергоблоків, що залишилися, мають бути закриті до кінця 2022 року При прийнятті відповідного закону в Бундестазі 30 червня 2011 року було досягнуто майже консенсус — «за» проголосувало 513 депутатів з 600. Лише партія лівих проголосувала проти.
15 квітня 2023 року, за повідомленням агенції AFP, Німеччина зупинила свої три останні ядерні реактори, відмовившись від атомної енергетики.

## Дебати про відновлення
Не дивлячись на офіційну відмову до повернення розвитку ядерної енергетики, за що виступають деякі політичні партії, суспільна дискусія з цього приводу пожвавилася після російського вторгнення в Україну виходячи з портеби забезпечення енергетичної стабільності на тлі відмови від російських енергоносіїв. Після того, як Росія вторглася в Україну в 2022, енергетична політика Німеччини, яка до цього моменту значною мірою покладалася на російський імпорт (зокрема природного газу) – була переоцінена, включаючи тимчасове призупинення суперечливого газопроводу «Північний потік-2».
5 вересня 2022 федеральний уряд оголосив, що дві з трьох атомних електростанцій, що залишилися (Неккарвестгайм і Ізар 2), працюватимуть після 31 грудня 2022 до квітня 2023, а Емсландська атомна електростанція буде закрита, як і планувалося Однак 10 жовтня 2022 Шольц оголосив, що всі три будуть працювати до 15 квітня 2023. Вольфганг Кубікі, заступник лідера Вільних демократів, сказав в інтерв’ю Funke Media Group, що «Німеччина має найбезпечніші атомні електростанції у світі, і їх вимкнення було б «драматичною помилкою» з болісними економічними та екологічними наслідками». Інші члени Вільної демократичної партії закликали принаймні зберегти атомні електростанції як запобіжний захід на випадок, якщо вони знадобляться в майбутньому для виробництва електроенергії.
У 2022 році Vox прокоментував, що «рішення Німеччини перезапустити старі вугільні станції, а не продовжити термін служби своїх атомних енергетичних установок, відображає провал екологічних пріоритетів». і NPR написало: «Зіткнувшись з енергетичною кризою, німці запасаються свічками». У квітні 2023 кілька критиків закриття атомних електростанцій стверджували, що вимкнення атомних електростанцій позбавляє Німеччину джерела електроенергії з низьким рівнем викидів і змушує країну продовжувати використовувати викопне паливо, яке сприяє зміні клімату.
У квітні 2024 року міністрів Партії зелених у Німеччині звинуватили в брехні щодо питань безпеки на атомних електростанціях країни, щоб забезпечити їх закриття, навіть коли війна в Україні загрожувала європейським поставкам енергії.
У січні 2025 року Слідчий комітет Бундестагу запросив для свідчень канцлера Німеччини Олафа Шольца та кількох членів уряду стосовно рішення про відмову від атомної енергетики.